# Likhopo FC
Der Likhopo FC ist ein Fußballverein aus Maseru, Lesotho. Er trägt seine Heimspiele im Ratjomose Stadium aus.
Der Verein stieg erst in den 2000er Jahren in der Lesotho Premier League auf. In der Saison 2005 gewann er das Double. Die zweite Meisterschaft folgte 2006. Seitdem wartet der Verein auf weitere Titel, obwohl er immer vorne mitspielte. Durch die Erfolge qualifizierte er sich mehrmals für die afrikanischen Wettbewerbe, wo er aber in der ersten Spielrunde scheiterte.

## Erfolge
- Lesothischer Meister: 2005, 2006
- Lesothischer Pokalsieger: 2006

## Statistik in den CAF-Wettbewerben
| Wettbewerb                | Runde    | Gegner            | Hinspiel | Rückspiel |  |
| ------------------------- | -------- | ----------------- | -------- | --------- |  |
|                           |          |                   |          |           |  |
| CAF Champions League 2006 | Vorrunde | Mamelodi Sundowns | 0:1 (H)  | 0:3 (A)   |  |
| CAF Champions League 2007 | Vorrunde | Zanaco FC         | 0:0 (H)  | 0:1 (A)   |  |